# Сиваш (Херсонская область)
Сиваш (укр. Сиваш) — посёлок в Генической городской общине Генического района Херсонской области Украины.
Население по переписи 2001 года составляло 257 человек. Почтовый индекс — 75574. Телефонный код — 5534. Код КОАТУУ — 6522188008.
В 2022 году в ходе Вторжения России на Украину посёлок был оккупирован Российскими войсками

## Местный совет
75570, Херсонская обл., Генический р-н, с. Чонгар, ул. Гагарина, 20а